# Ron da error
Ron da error (en inglés Ron's Gone Wrong) es una película británica - estadounidense animada por computadora de 2021. Fue lanzada el 22 de octubre de 2021 por 20th Century Studios, siendo la primera producción de 20th Century Animation tras la adquisición del estudio por The Walt Disney Company.

## Sinopsis
Un niño de 11 años llamado Barney descubre que su compañero robot no funciona del todo y se va a un mundo donde los robots que caminan, hablan y están conectados digitalmente son mejores amigos para los niños.

## Argumento
El gigante tecnológico Bubble presenta su última creación: el Bubble Bot (o B-bot para abreviar), creado por Marc Wydell, director ejecutivo de Bubble, con la intención de crear un robot compañero diseñado para ayudar a hacer amigos mediante un algoritmo. En Nonsuch, California, Barney Pudowski, de 12 años y su madre fallecida, es el único niño de su clase que no tiene un B-bot. Sus antiguos amigos de la infancia, Savannah Meades, Rich Belcher, Noah y Ava, han sido absorbidos por sus respectivos B-bots. En su cumpleaños, su padre, Graham, y su abuela búlgara de 78 años, Donka, se dan cuenta de que no tiene amigos. Se apresuran a ir a una tienda Bubble, pero cierra ese día, lo que les obliga a llevarse uno ligeramente dañado que se cayó de una camioneta de reparto.
Barney recibe el B-bot como regalo de cumpleaños tardío, pero al activarlo, descubre rápidamente que está defectuoso y presenta fallos. Para no molestar a su padre, Barney decide llevarlo a la tienda Bubble para que lo arreglen, pero termina encontrándose con Rich y sus amigos, quienes se burlan e intentan humillar a Barney. El B-bot comienza a defenderse, ya que sus funciones de seguridad han sido desactivadas, y él y Barney huyen felices. Sin embargo, Rich llama a la policía y los llevan, junto con Graham y Donka, a la tienda Bubble para que reciclen el B-bot. Para no verlo partir, Barney lo rescata en secreto y lo llama Ron Bintscatsco, por su número de modelo: R0NB1NT5CAT5CO.
Cuando se denuncian las acciones de Barney y Ron, Marc se alegra de ver que Ron se opone a su programación, mientras que su compañero ejecutivo, Andrew Morris, lo considera mala publicidad, creyendo que Ron debe ser destruido para resolver el problema. Barney le enseña a Ron a ser un buen amigo y, mientras pasan el rato, se encuentra con Savannah, quien le muestra a Ron que su propósito es ayudarlo a conseguir amigos. Aunque Barney le dice a Savannah que no lo haga, ella publica las acciones de Ron en línea, alertando a Bubble. Al día siguiente, Ron sale de casa e intenta conseguir "amigos" para Barney, trayendo a una serie de personas desconocidas a la escuela. Después de que Barney se mete en problemas, Rich descubre la función desbloqueada de Ron y la descarga, lo que provoca que todos los demás B-bots tengan sus funciones de seguridad desactivadas. Los B-bots se descontrolan, lo que provoca que se les envíe una actualización, pero no antes de que Savannah sea humillada públicamente.
Barney es expulsado de la escuela y regaña a Ron, pero al regresar a casa, se da cuenta de que Ron solo intentaba ser amigo, tal como le enseñaron. Decide huir con Ron cuando los empleados de Bubble van a buscarlos. Se encuentran brevemente con Savannah, todavía molesta por el incidente, y le dice que se esconderá en el bosque. Mientras tanto, mientras Andrew advierte a Marc sobre las consecuencias del B-bot, Marc se escabulle para poder ver a Ron. Andrew envía a todos los B-bots cercanos a buscarlos.
Barney y Ron pasan la noche en el bosque, algo que al principio disfrutan. Sin embargo, al día siguiente, se desata una tormenta y Ron, con la batería agotada, se apaga. Pronto son perseguidos por los B-bots, pero logran escapar y esconderse en una zanja, lo que le provoca un ataque de asma a Barney. Andrew, decidiendo que la desaparición de Ron será mejor para la compañía, decide cancelar la conexión con los B-bots, dejando que Barney muera. Debido al frío, Barney se debilita y Ron, usando su último poder, lo trae de vuelta a la civilización justo afuera de la escuela, donde Savannah, Rich, Noah y Ava corren a ayudarlo. Ron se apaga para siempre.
Barney es llevado al hospital y se recupera antes de encontrarse con Marc, quien ha parcheado a Ron para que sea como los demás B-bots. Barney exige que Marc acceda a la nube para obtener la personalidad original de Ron, pero Andrew se ha hecho cargo de la compañía y ha bloqueado a Marc. Mediante un elaborado plan en el que Barney, Graham, Donka y Marc irrumpen en el Cuartel General de Bubble, Barney logra acceder a la base de datos de Bubble, encuentra los datos originales de Ron y los carga de nuevo en su cuerpo, restaurándolo a su código original. Al ver que Bubble tiene acceso directo a los B-bots de todos y darse cuenta de que Savannah, Rich, Noah y Ava están tan solos como él, Barney sugiere mejorar todos los B-bots para que tengan los defectos de Ron. Sin embargo, esto significa que Ron será dispersado. Barney se despide de Ron a regañadientes mientras su programación se extiende a todos, mezclando el algoritmo de amistad de Marc con el código de Ron. Marc chantajea a Andrew para que le devuelva su puesto de CEO después de grabarlo en secreto admitiendo que los B-bots espían a sus dueños para obtener ganancias.
Tres meses después, todos tienen un B-bot defectuoso, pero están contentos con sus extrañas y alocadas personalidades. Barney (quien ahora puede volver a la escuela) ya no tiene uno, pero se ha vuelto mucho más sociable y ha estrechado lazos con sus antiguos amigos (lo que incluye borrar el humillante video de Savannah). Mientras pasan el rato en el recreo, una gigantesca torre de burbujas con vistas a Nonsuch proyecta la cara de Ron, lo que implica que sigue vivo.

## Actores de voz
| Personaje | Actor de voz original Estados Unidos | Actor de doblaje España | Actor de doblaje México |
| --------- | ------------------------------------ | ----------------------- | ----------------------- |
| Ron       | Zach Galifianakis                    | Rafa Romero             | José Antonio Macías     |
| Barney    | Jack Dylan Grazer                    | Jon Samaniego           | Sergio Barberi          |
| Graham    | Ed Helms                             | Juan Amador Pulido      | Raúl Anaya              |
| Donka     | Olivia Colman                        | Isabel Donate           | Laura Torres            |
| Andrew    | Rob Delaney                          | Eduardo del Hoyo        | Arturo Mercado Jr.      |
| Marc      | Justice Smith                        | Gerry Núñez             | Alan Bravo              |
| Savannah  | Kylie Cantrall                       | Daniela Portugués       | Regina Tiscareño        |
| Rich      | Ricardo Hurtado                      | Mario García            | Miguel Ángel Leal       |
| Noah      | Cullen McCarthy                      | Ramón de Arana          | Jorge Blanco            |

## Estreno
La película se estrenó el 15 de octubre de 2021 en los cines del Reino Unido y el 22 de octubre en Estados Unidos.

## Recepción
Ron Da Error recibió generalmente críticas positivas por parte de los medios especializados. En el sito agregador de reseñas Rotten Tomatoes la película tiene un 83% de aprobación basado en 103 reseñas agregadas. El consenso general de la página dice: "No es la primera película en confrontar los problemas de la tecnología, pero en términos de llegar a un entretenido balance entre humor y corazón,  Ron Da Error lo consigue."En Metacritic la película tiene un puntaje de 65 de 100 basado en 23 reseñas registradas, qué indican "reseñas generalmente favorables".
Petrana Radulovic de Polygon hizo una reseña positiva de la película, comparandola con El gigante de hierro de 1999 y diciendo: "Ron Da Error está llena de risas y un dulce mensaje sobre la amistad siendo una calle de dos vías. " Yolanda Machado de The Wrap escribió: "Ron Da Error ofrece un mensaje parcialmente realizado sobre las redes sociales mientras populariza la historia con bastantes chistes, muchos tropos explotados de" pez fuera del agua" y opciones de mercancía atractivas."Aparita Bhandari de The Globe and Mail escribió: "¿Puede la tecnología ayudarte a hacer amigos en línea versus intentar hacer amigos en la vida real? La película no intenta darnos la respuesta. Por ahora muchos de nosotros entendemos qué aunque no podemos escapar completamente de nuestros dispositivos, debemos al menos algunas veces al día mirar hacia arriba de nuestras pantallas interactuar con los humanos de nuestra vida."